# Gerygone ruficollis
Gerygone ruficollis е вид птица от семейство Acanthizidae.

## Разпространение
Видът е разпространен в Индонезия и Папуа Нова Гвинея.